# Иди, Зак
Закри Чейн Иди (англ. Zachry Cheyne Edey; род. 14 мая 2002, Торонто) — канадский профессиональный баскетболист клуба НБА «Мемфис Гриззлис». Он играл в баскетбол в колледже за команду «Пердью Бойлермэйкерс», с которой дошёл до финала турнира NCAA в свой последний год. Рост Иди указан как 224 см, что делает его самым высоким игроком в истории конференции Big Ten. Он был выбран «Мемфис Гриззлис» под девятым номером на драфте НБА 2024 года. В настоящее время Иди является самым высоким действующим игроком НБА.

## Ранние годы
Закри Чейн Иди родился в Торонто 14 мая 2002 года в семье Джулии и Глена Иди. Его мать ростом 191 см родилась в семье китайских иммигрантов в Торонто, где она выросла и играла в баскетбол. Иди рос, играя в хоккей с шайбой, а также в бейсбол, в который его отец также играл в детстве. Будучи учеником 10 класса средней школы Леасайд в Торонто, Иди начал играть в баскетбол.
Иди переехал в США и поступил в Академию IMG в Брейдентоне, штат Флорида. Он присоединился к их команде в свой первый год, ежедневно работая с тренером IMG и бывшим игроком Национальной баскетбольной ассоциации (НБА) Дэниэлем Сантьяго. Иди был повышен до сборной школы в следующем году. Он выбрал команду «Пердью Бойлермэйкерс», отклонив предложения от «Бэйлора» и Санта-Клары, среди прочих.

## Карьера в колледже

### Сезон первокурсника

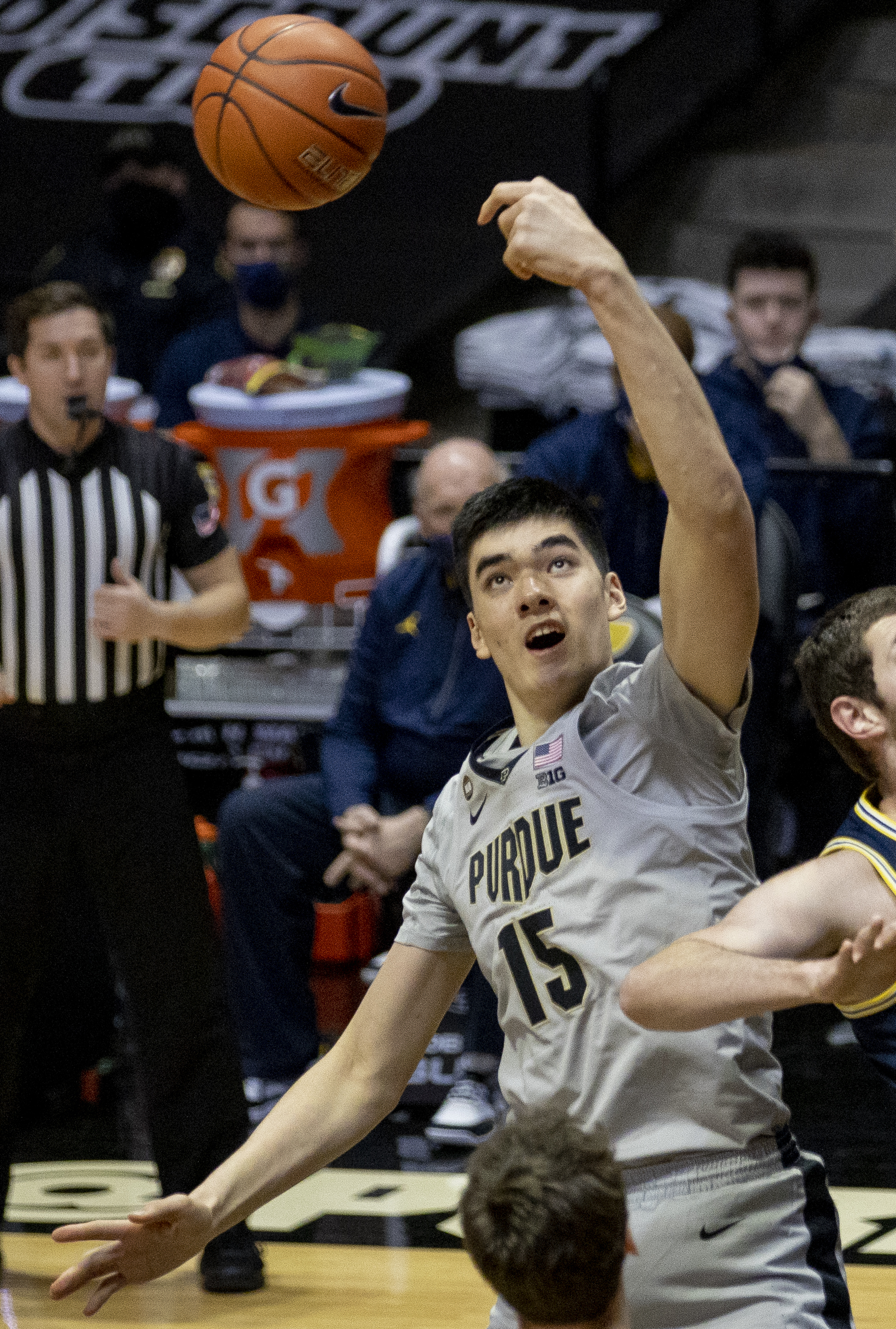
Иди прыгает за мячом во время игры в 2021 году

В своём первом сезоне в Университете Пердью  рост Иди был указан как 224 см, что сделало его самым высоким игроком в истории конференции Big Ten. 2 марта 2021 года он набрал 21 очко и 7 подборов со скамейки запасных в победной игре над «Висконсином» (73:69). Разделив игровое время с товарищем по центру Тревионом Уильямсом, он набирал в среднем 8,7 очков, 4,4 подбора и 1,1 блока за игру, заслужив попадания в сборную новичков конференции Big Ten.

### Сезон второкурсника
Перед началом второго года обучения Иди стал игроком стартового состава. 3 января 2022 года он набрал рекордные на тот момент 24 очка и 10 подборов за 20 минут в проигрышной игре против «Висконсина» (73:69). 26 февраля 2022 года Иди набрал рекордные 25 очков за 22 минуты в проигрышной игре против «Мичиган Стэйт» (65:68). Будучи студентом второго курса, он в среднем показывал рекордные результаты в каждой категории, кроме процента штрафных бросков, набирая в среднем 14,4 очка, 7,7 подбора, 1,1 передачи и 1,2 блока за игру. После завершения сезона Иди был включён во вторую сборную конференции Big Ten.

### Сезон третьекурсника
17 декабря 2022 года Иди стал 55-м игроком в истории «Пердью», набравшим 1000 очков за карьеру, и 11-м игроком в истории «Пердью», набравшим 100 блок-шотов за карьеру.
В сезоне 2022/2023 Иди шесть раз получал звание игрока недели конференции Big Ten, повторив школьный рекорд по количеству наград за один сезон (Калеб Суониган, 2016/2017) и поднявшись на второе место по этому показателю в истории мужского баскетбола в конференции Big Ten (Эван Тернер, 2009/2010).
В конце сезона Иди был назван Баскетболистом года конференции Big Ten и Национальным игроком года по версии Sporting News. Он также единогласно был включён в первую сборную NCAA. После окончания учебного года 2022/2023 Иди был назван Спортсменом года во всех мужских видах спорта в конференции Big Ten, разделив почести с обладательницей женской награды Кейтлин Кларк.

### Сезон четверокурсника
31 мая 2023 года Иди объявил, что отказывается от драфта НБА 2023 года, чтобы вернуться в «Пердью» на свой последний сезон. 5 января 2024 года Иди стал вторым игроком в истории Пердью, который достиг отметки в 1000 подборов за карьеру, после Джо Бэрри Кэрролла. 28 января Иди набрал 26 очков в победном матче против «Ратгерса», превысив отметку в 2000 очков за свою студенческую карьеру, что сделало его всего лишь шестым игроком в истории конференции Big Ten, который набрал 2000 очков и 1000 подборов.
4 февраля в победе над «Висконсином» Иди установил два школьных рекорда. Он набрал двузначное количество очков в 74-й игре подряд, обойдя Рика Маунта. Иди также побил рекорд Терри Дишингера по дабл-даблам, сделав 55-й в своей карьере. В дополнение к своим школьным рекордам он достиг 200 блок-шотов в карьере. На той неделе Иди был назван Игроком недели конференции Big Ten в 10-й раз в своей карьере, сравнявшись с Эваном Тёрнером по количеству наград в истории Big Ten.
В настоящее время Иди удерживает рекорд «Пердью» по подборам — 1321, обойдя Джо Бэрри Кэрролла в игре против «Огайо Стейт» 18 февраля 2024 года. Он также удерживает рекорд по очкам — 2516, обойдя Рика Маунта 16 марта 2024 года.
26 февраля 2024 года было объявлено, что Иди не будет использовать свой дополнительный год права, полученный из-за COVID-19, чтобы вернуться в «Пердью» на сезон 2024/2025. Вместо этого он подал заявку на драфт НБА 2024 года и получил приглашение в грин-рум, но отказался, предпочтя вместо этого посмотреть драфт в «Пердью».
7 апреля 2024 года второй год подряд Иди получил Приз Нейсмита лучшему игроку года среди студентов. Он стал первым, кто выиграл эту награду два раза подряд после Ральфа Сэмпсона в 1982 и 1983 годах. Иди снова стал спортсменом года конференции Big Ten среди мужчин, снова разделив награду с Кларк.

## Карьера в НБА

### «Мемфис Гриззлис» (2024—н.в.)
26 июня 2024 года Иди был выбран под девятым номером командой «Мемфис Гриззлис» на драфте НБА 2024 года, а 6 июля он подписал контракт с клубом. 23 октября Иди дебютировал в НБА, набрав 5 очков и сделав 5 подборов, при этом он допустил фол, за 15 минут в победной игре против «Юта Джаз» (126:124). Иди стал первым новичком в истории НБА, допустившим фол за 15 минут или меньше в своей дебютной игре. 5 апреля 2025 года он сделал 21 подбор в игре против «Детройт Пистонс», установив рекорд франшизы для новичков и личный рекорд в карьере.
Иди закончил свой дебютный сезон со средними показателями 9,2 очка, 8,3 подбора и 1,3 блок-шота, что позволило ему попасть в первую сборную новичков. В четвёртой игре первого раунда проигрышного постсезонного матча «Гриззлис» против «Оклахома-Сити Тандер» он записал на свой счёт 7 блок-шотов, что стало наибольшим показателем блок-шотов среди новичков в играх плей-офф за 15 лет.

## Карьера за сборную
Иди представлял Канаду на юношеском чемпионате мира 2021 года в Латвии. Он набирал в среднем 15,1 очков, делал 14,1 подбора и 2,3 блок-шота за игру, приведя свою команду к бронзовым медалям и войдя в сборную турнира.
24 мая 2022 года Иди согласился на трехлетнее обязательство играть за национальную сборную Канады.
Иди был выбран тренером Жорди Фернандесом для участия на чемпионате мира 2023 года, став единственным игроком из колледжа в команде. 3 сентября они вышли в четвертьфинал, обеспечив себе место на летних Олимпийских играх 2024 года, первое участие сборной Канады на Олимпийских играх с 2000 года. Канада выиграла бронзовую медаль, обыграв США в матче за третье место. Это была первая медаль Канады на чемпионате мира и первая медаль на крупном мировом турнире со времён летних Олимпийских игр 1936 года.
Перед летними Олимпийскими играми 2024 года Иди должен был бороться за место в составе сборной Канады. Однако 30 июня 2024 года он снял свою кандидатуру с рассмотрения, решив вместо этого играть за «Гризлис» в Летней лиге НБА.

## Статистика

### Статистика в НБА
| Сезон                                                                                    | Команда | Регулярный сезон | Регулярный сезон | Регулярный сезон | Регулярный сезон | Регулярный сезон | Регулярный сезон | Регулярный сезон | Регулярный сезон | Регулярный сезон | Регулярный сезон | Регулярный сезон | Серия плей-офф | Серия плей-офф | Серия плей-офф | Серия плей-офф | Серия плей-офф | Серия плей-офф | Серия плей-офф | Серия плей-офф | Серия плей-офф | Серия плей-офф | Серия плей-офф |
| Сезон                                                                                    | Команда | GP               | GS               | MPG              | FG%              | 3P%              | FT%              | RPG              | APG              | SPG              | BPG              | PPG              | GP             | GS             | MPG            | FG%            | 3P%            | FT%            | RPG            | APG            | SPG            | BPG            | PPG            |
| ---------------------------------------------------------------------------------------- | ------- | ---------------- | ---------------- | ---------------- | ---------------- | ---------------- | ---------------- | ---------------- | ---------------- | ---------------- | ---------------- | ---------------- | -------------- | -------------- | -------------- | -------------- | -------------- | -------------- | -------------- | -------------- | -------------- | -------------- | -------------- |
| 2024/25                                                                                  | Мемфис  | 66               | 55               | 21,5             | 58,0             | 34,6             | 70,9             | 8,3              | 1,0              | 0,5              | 1,3              | 9,2              | 4              | 4              | 27,0           | 66,7           | -              | 71,4           | 7,8            | 1,8            | 0,0            | 2,5            | 6,3            |
|                                                                                          | Всего   | 66               | 55               | 21,5             | 58,0             | 34,6             | 70,9             | 8,3              | 1,0              | 0,5              | 1,3              | 9,2              | 4              | 4              | 27,0           | 66,7           | -              | 71,4           | 7,8            | 1,8            | 0,0            | 2,5            | 6,3            |
| Наведите курсор мыши на аббревиатуры в заголовке таблицы, чтобы прочесть их расшифровку. |         |                  |                  |                  |                  |                  |                  |                  |                  |                  |                  |                  |                |                |                |                |                |                |                |                |                |                |                |

### Статистика в NCAA
| Сезон | Команда | Conf    | Class | GP  | GS  | MPG  | FG%  | 3P%  | FT%  | RPG  | APG | SPG | BPG | PPG  |
| --- | ------- | ------- | ----- | --- | --- | ---- | ---- | ---- | ---- | ---- | --- | --- | --- | ---- |
| 2020/21 | Пердью  | Big Ten | FR    | 26  | 2   | 14,7 | 59,7 | -    | 71,4 | 4,4  | 0,4 | 0,1 | 1,1 | 8,7  |
| 2021/22 | Пердью  | Big Ten | SO    | 37  | 33  | 19,0 | 64,8 | -    | 64,9 | 7,7  | 1,2 | 0,2 | 1,2 | 14,4 |
| 2022/23 | Пердью  | Big Ten | JR    | 34  | 34  | 31,7 | 60,7 | -    | 73,4 | 12,9 | 1,5 | 0,2 | 2,1 | 22,3 |
| 2023/24 | Пердью  | Big Ten | SR    | 39  | 39  | 32,0 | 62,3 | 50,0 | 71,1 | 12,2 | 2,0 | 0,3 | 2,2 | 25,2 |
| Всего | Всего   | Всего   | Всего | 138 | 108 | 24,9 | 62,1 | 50,0 | 70,6 | 9,6  | 1,3 | 0,2 | 1,7 | 18,2 |
| Наведите курсор мыши на аббревиатуры в заголовке таблицы, чтобы прочесть их расшифровку Статистика приведена с сайта sports-reference.com |         |         |       |     |     |      |      |      |      |      |     |     |     |      |